# Plody moře (čokoláda)

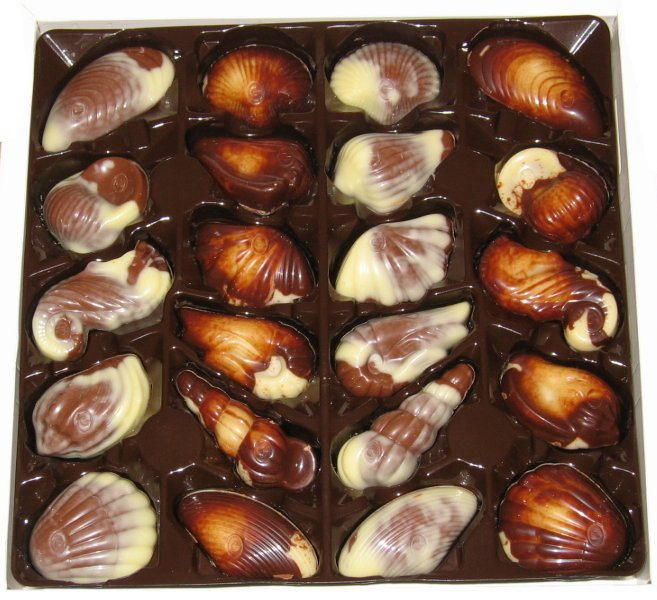
Bonboniéra s plody moře

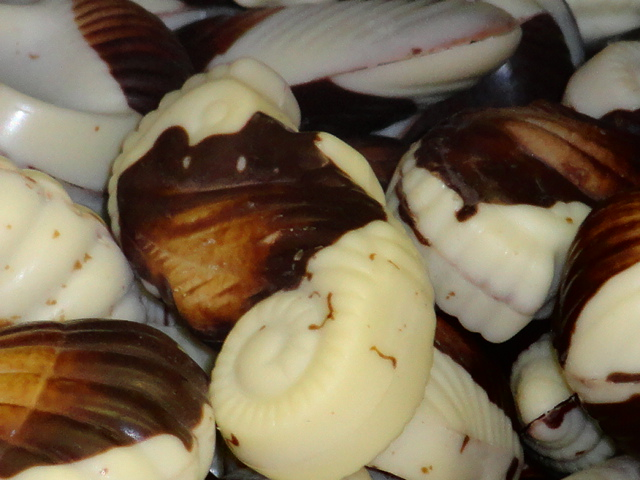
Plody moře

Plody moře (případně mořské plody) je druh belgické pralinky. Jde o čokoládové bonbóny s mramorovaným povrchem z čokolády a bílé čokolády plněné nugátem. Bonbóny jsou ve tvaru mořských plodů, například mořských koníků, mořských šneků, hvězdic a mušlí. Bývají prodávány buď v rámci bonboniér nebo v cukrárnách.
Plody moře poprvé začala v 60. letech 20. století vyrábět firma Guylian z Antverp, nejprve ručně, poté průmyslově. Firma Guylian plody moře vyráběla ve dvou variantách: buď z 34% čokolády nebo ze 74% čokolády (tato varianta se nazývala Fruits de mer extra dark).
Vzhledem k rostoucí popularitě tohoto druhu pralinek se na trh začaly objevovat plody moře i od jiných výrobců, než je Guylian. Začaly se prodávat v supermarketech např. v Německu nebo České republice.